# Вписана окръжност
Вписана окръжност е окръжност с център, пресечната точка на всички ъглополовящи в изпъкнал многоъгълник, и радиус, равен на разстоянието от тази точка до коя да е от страните му.
Ако ъглополовящите на ъглите на многоъгълника нямат обща пресечна точка, то той няма вписана окръжност. Вписаната окръжност се допира до всяка една от страните на многоъгълника и радиусът на вписаната окръжност е перпендикулярен на съответната страна.
Обикновено радиусът на вписаната окръжност се бележи с малката латинска буква r.
Във всеки правилен многоъгълник може да се впише окръжност.
Радиусът r на вписаната окръжност в правилен n-ъгълник със страна a е:
{\displaystyle r={\frac {a}{2\tan \left({\tfrac {\pi }{n}}\right)}}}